# 조지프 크리스천 레이엔데커
조지프 크리스천 레이엔데커(Joseph Christian Leyendecker, 1874년 3월 23일~1951년 7월 25일)는 20세기 초 미국의 저명한 삽화가 중 한 명으로, 그가 그린 포스터와 책, 광고 삽화, 트레이드 캐릭터인 애로우 칼라 맨, 《새터데이 이브닝 포스트》의 수많은 표지로 잘 알려져 있다. 1896년과 1950년 사이, 레이엔데커는 400여 컷 이상의 잡지 표지를 그렸다. 레이엔데커는 미국 일러스트레이션의 황금 시대에 《새터데이 이브닝 포스트》 잡지 하나에만 322개의 표지를 그렸으며, 내지에도 많은 광고 삽화 작업을 하였다. 레이엔데커는 "사실상 현대 잡지 디자인의 모든 아이디어를 창안했다"

## 어린 시절
조지프 크리스천 레이엔데커(Joseph Christian Leyendecker, 'J. C.' 또는 '조; Joe')는 1874년 3월 23일 독일 남서부 몬타바우어 라인 강에 위치한 작은 마을에서 피터 레인엔데커(1838년~1916년)와 엘리자베스 오레세이펜 레이엔데커(1845년~1905년)의 장남으로 태어났다. 형제인 프란시스 자비에르는 3년 후 태어났으며, 여동생 아우구스타는 셋째이자 막내로 가족이 미국으로 이민을 간 뒤에 태어났다.
1882년, 레이엔데커 가족은 엘리자베스의 삼촌이 세워 성공시킨 매커보이 양조사가 있는 일리노이주 시카고로 이주하였다. 조지프 크리스천은 청소년기동안 시카고의 인쇄소 J. 맨즈 앤 컴퍼니에서 일한 후, 파워스 브라더스 컴퍼니에서 60장의 성경 삽화를 그리는 첫 상업 의뢰를 마치고 시카고 미술관의 학교에서 정식 미술 교육을 받았다.
시카고 미술관에서 존 H. 밴더폴의 가르침 아래 그림과 해부학을 공부한 후, 조지프 크리스천과 동생 프랭크는 1년 간 줄리안느 아카데미에 다니며 프랑스 아르 누보 사조의 선도자인 알폰스 무하를 비롯해 툴루즈 로트레크, 쥘 세레의 작품을 경험하였다.

## 경력
1899년, 레이엔데커 형제는 미국으로 돌아가 일리노이주 하이드 파크의 아파트에서 살기 시작했다. 그들은 410 사우스 미시건 애비뉴에 위치한 시카고의 파인 아츠 빌딩에 작업실을 마련하였다. 그 해 5월 20일, 조는 《새터데이 이브닝 포스트》 표지 그림을 첫 의뢰로 받았고, 44년 간 이어지는 그 나라에서 가장 유명한 잡지와의 작업을 시작했다. 그는 322장의 잡지 표지를 그렸으며, 뉴 이어스 베이비, 통통한 빨간 옷의 산타클로스 모습, 어머니의 날을 위한 꽃, 7월 4일의 폭죽을 비롯한 수많은 상징적 시각 이미지와 전통 방식들을 소개하였다.

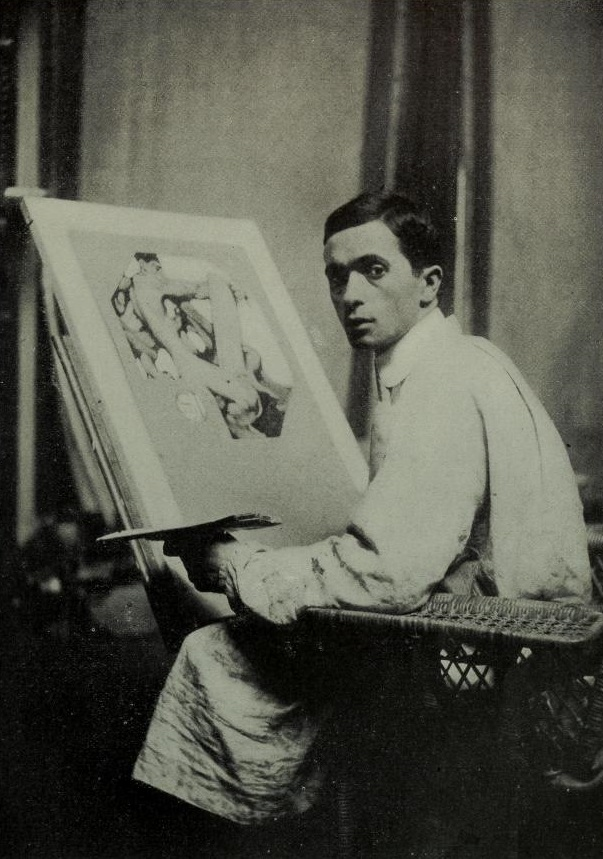
자신의 작업실에서 그림을 그리고 있는 레이엔데커.

1900년, 조와 프랭크, 메리는 미국 상업 예술, 광고, 출판 산업의 중심지였던 뉴욕 시로 이사하였다. 다음 10년 간, 형제는 수익을 얻기 쉬운 장기간의 작업 관계를 인터워븐 삭스, 하트막스, B. 쿠펜하이머 & Co., 클루엣 피바디 & 컴퍼니를 비롯한 의류 생산 업체와 맺었다. 마지막에 레이엔데커의 가장 중요한 의뢰가 된 것은 애로우 제품 셔츠 칼라를 홍보하기 위한 삽화를 그리기 위해 고용된 것이었다. 레이엔데커의 애로우 칼라 맨은 그가 그린 쿠펜하이머 수트와 인터워븐 삭스의 삽화와 함께 20세기 초 10년동안 유행을 따르는 미국 남성을 상징했다. 레이엔데커는 종종 그가 가장 좋아하는 모델이자 동료인 찰스 비치(1886년 ~ 1952년)를 그림에 사용하였다.
레이엔데커의 또 다른 중요한 의뢰는 켈로그의 아침 식사 제조업자로부터 받은 것이었다. 주요 광고 캠페인의 일환으로, 그는 켈로그의 콘 플레이크를 홍보하기 위한 20명의 "켈로그의 아이들" 시리즈를 그렸다.
1914년 레이엔데커는 찰스 비치와 함께 뉴욕 뉴로셸의 큰 저택과 예술 작업실로 이주하였고, 조셉 크리스천은 이곳에서 여생을 보내게 된다 제1차 세계 대전동안 그는 많은 잡지 표지와 남성 패션 광고 의뢰뿐만 아니라 미국 육군과 전쟁 물자를 위한 신병 모집 포스터도 작업하였다.
1920년대는 여러 방면에서 레이엔데커 경력의 정점을 찍었던 때로, 그의 가장 유명한 작품 중 일부는 이 시기에 완성되었다. 근대의 광고가 그 진가를 발휘하면서, 레이엔데커는 미국의 걸출한 상업 예술가 중에서 널리 알려지게 되었다. 이러한 인기는 상업적인 분야를 넘어서 레이엔데커의 사생활까지 확대되었고, 그와 찰스 비치는 전 분야의 중요 인물이 모이는 큰 규모의 사교 행사들을 주최하였다. 그들의 행사가 열리는 뉴로셸의 저택과 작업실은 유명 인사의 사건들이 일어나는 중요한 사교 활동의 중심이었다.

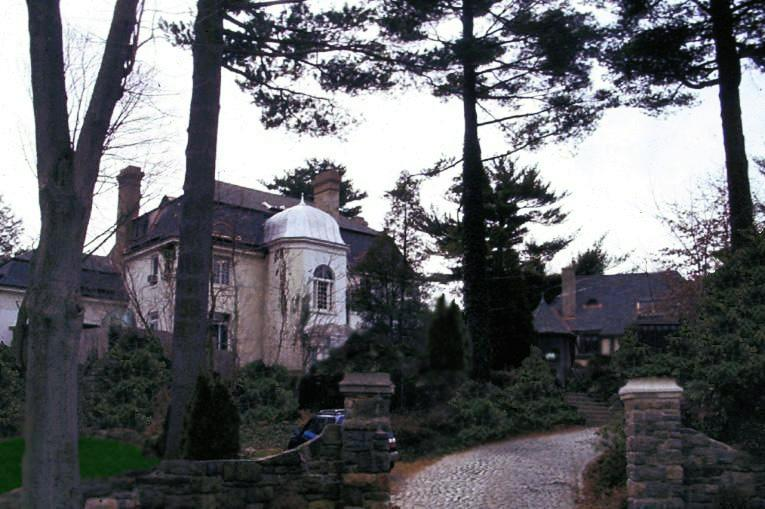
뉴욕 뉴로셸 마운트 톰 로드에 위치한 레이엔데커의 저택.

1930년대에 이르러 레이엔데커의 경력은 기울기 시작했다. 1930~31년쯤 클루엣 피바디, & Co. 가 1921년 이후 어려워지기 시작한 칼라 산업을 중단하고 주력 상품을 셔츠와 넥타이로 바꾸면서 레이엔데커의 삽화의 광고 사용을 중단했다. 이 기간동안 원래부터 내성적인 성격이었던 레이엔데커는 더욱 은둔에 가까워졌고, 여동생 메리 어거스타와 찰스를 제외하고 좀처럼 사람들과 대화를 하지 않았다. 그의 동생 프랭크는 중독에 빠진 생활로 인해 1924년 사망하였다. 아마도 지난 10년간 거의 만연했던 광범위한 인기의 반작용과 1929년 검은 목요일로 일어난 새로운 경제 현실의 결과로 인해, 레이엔데커가 받는 의뢰의 수는 지속적으로 줄어들었다. 1936년, 그때까지 《새터데이 이브닝 포스트》에서 레이엔데커의 표지 작업을 편집했던 조지 호라스 로리머가 은퇴하면서, 웨슬리 위난스 스타우트(1937년~1942)와 벤 힙스(1942년~1962년)가 새롭게 편집을 맡게 되었고, 둘 모두 레이엔데커에게 좀처럼 표지 그림을 의뢰하지 않았다.
레이엔데커의 《새터데이 이브닝 포스트》 마지막 표지는 1943년 1월 2일의 새해 아기(New Year Baby)였고, 그리하여 이 예술가의 주요한 수입원이자 기념할만한 일련의 의뢰도 끝을 맺었다. 새로운 의뢰도 계속 있었지만 들어오는 속도는 느렸다. 그 중에서 단연 돋보이는 것은 미국 전쟁부의 포스터로, 레이엔데커는 이 포스터에 군대 지휘관이 제2차 세계 대전에 대한 국가의 분투를 지원하기 위해 채권 구입을 장려하는 모습을 묘사하였다. 레이엔데커는 1951년 7월 25일 뉴로셸의 사유지에서 급성 관상동맥혈전증으로 사망하였다.

## 사생활

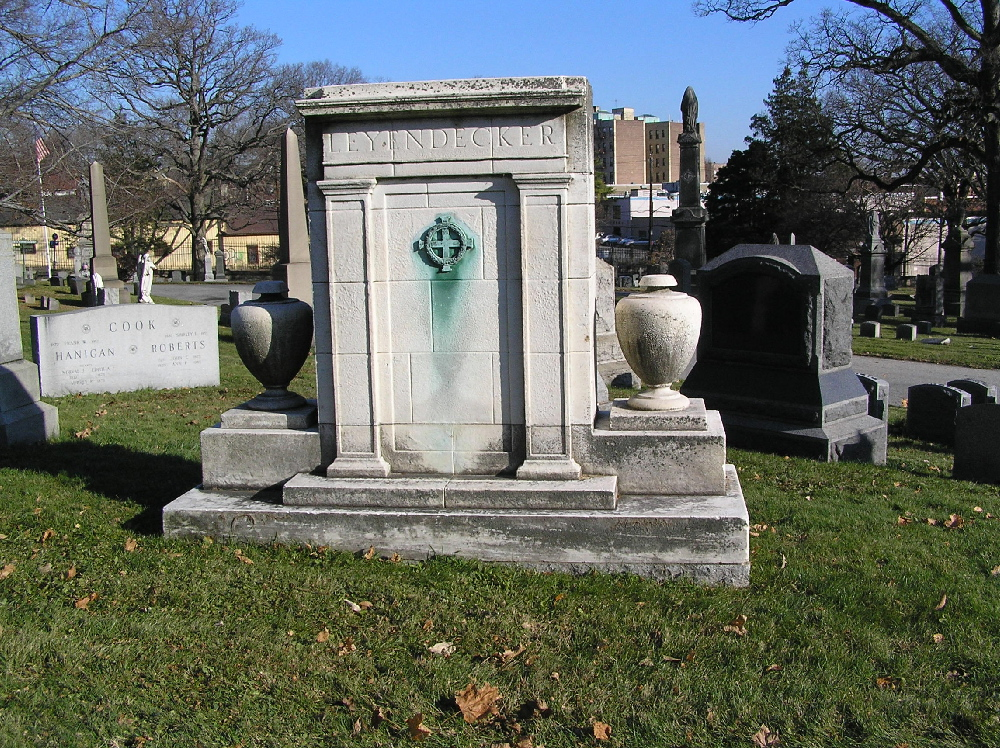
브롱크스 우들론 묘지에 위치한 조지프 크리스천 레이엔데커의 무덤.

많은 전기 작가들이 조지프 크리스천 레이엔데커의 섹슈얼리티에 대해 추측해왔으며, 흔히 작품에서 뚜렷이 보이는 동성애적 심미성을 근거로 그가 동성애 정체성을 가졌다고 본다. 레이엔데커가 남성끼리의 공간(탈의실, 클럽 회관, 양복점)과 유별나게 잘생기고 젊은 남성이 묘한 자세나 눈빛을 교환하는 모습을 묘사하는 데 탁월한 것은 이견이 없다. 더욱이, 레이엔데커는 평생 결혼을 하지 않았으며, 성인이 된 이후 대부분을 다른 남성인 찰스 비치와 동거하였다. 찰스 비치는 사실상 그의 연인이었으며 유명한 애로우 칼라 맨의 모델이었다.
비치는 1920년대까지는 레이엔데커와 친목을 위한 사교 행사를 종종 열었지만, 레이엔데커가 그의 말년에 사회적으로 고립되는 것에 큰 작용을 하였다. 소문에 따르면 비치는 레이엔데커가 그의 인생 마지막 달동안 외부와 접촉하는 것을 금지했다.
삽화가로서의 명성으로 인해, 레이엔데커는 다양한 방식으로 광란의 20년대의 타락을 구현하며 매우 사치스러운 생활에 빠질 수 있었다. 그러나, 1930년대에 들어오는 의뢰가 줄어들며 그는 소비를 크게 줄여야만 했다. 레이엔데커는 죽기 전까지 그의 뉴로셸 사유지에서 모든 하인들을 내보냈으며, 비치와 함께 광대한 사유지를 유지하려고 했다. 레이엔데커는 사유지를 균등하게 나누어 그의 여동생과 비치에게 유산으로 남겼다. 레이엔데커는 뉴욕 시 브롱크스의 우들론 국립묘지에 어버이와 동생 프랭크와 함께 묻혔다. 찰스 비치도 레이엔데커가 묻힌 지 몇 년 후에 죽었으며, 매장된 장소는 알려지지 않았다.

## 주요 작품

### 주요 고객

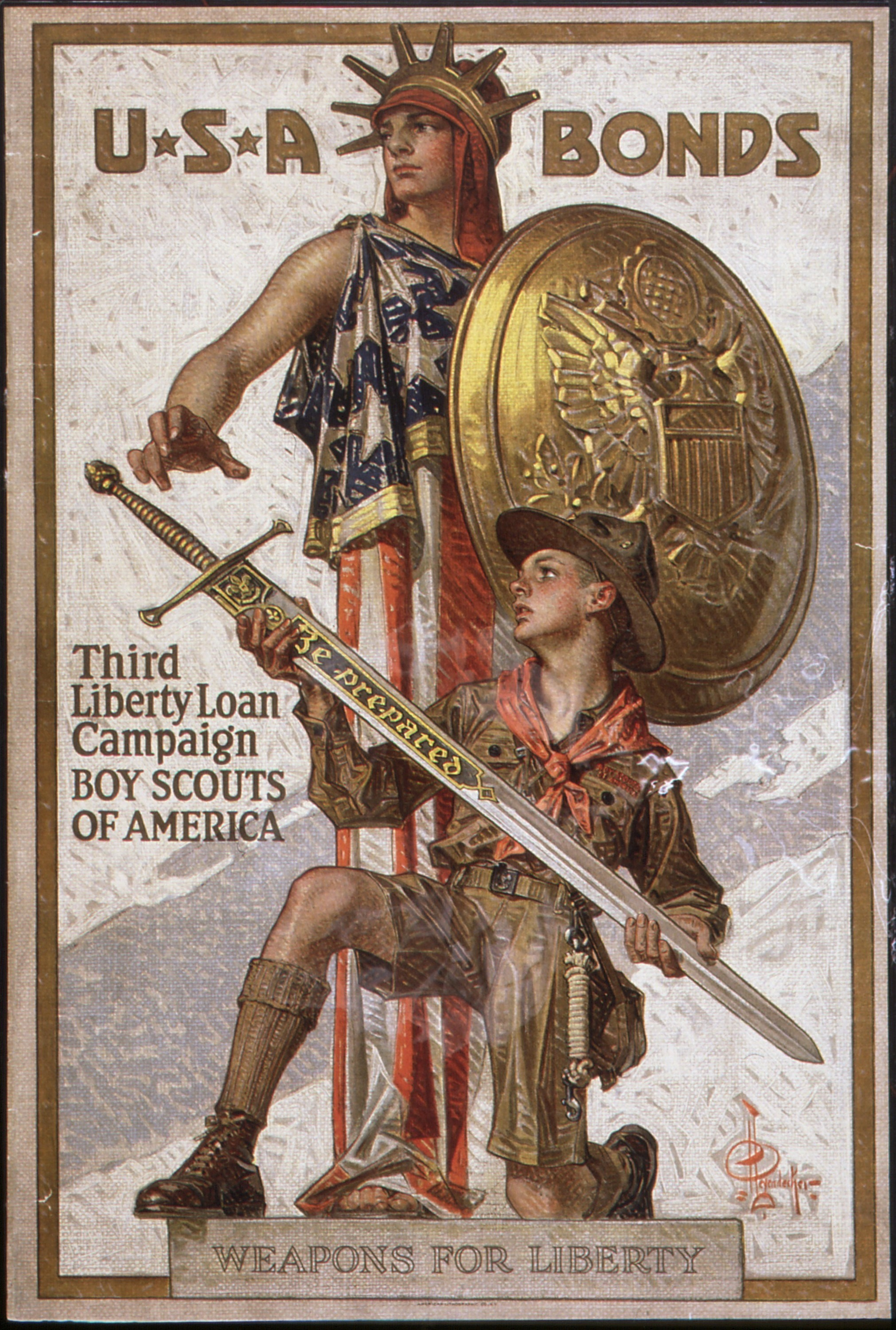
"자유를 위한 무기 – U.S.A. 채권" 레이엔데커는 젊은이들에게 전쟁 채권을 팔기 위해 보이 스카우트가 칼을 들고 자유의 여신 앞에 서있는 장면을 묘사하였다.

- 아모코
- 미국 보이스카우트 연맹
- 체스터필드 담배
- 클루엣 피바디 앤 컴퍼니
- 콜리어스 위클리
- 쿠퍼 언더웨어
- 크림 오브 휘트
- 커티스 퍼블리싱 컴퍼니
- 프랭클린 오토모바일
- 하트 샤프너 앤 막스
- 아이보리 소프
- 켈로그 컴퍼니
- 쿠펜하이머
- 오버랜드 오토모바일
- 파몰리브 소프
- 피어스 애로우 오토모바일
- 프록터 앤드 갬블
- 센추리 컴퍼니
- 팀켄 컴퍼니
- 미국 육군
- 미국 해병대
- 미국 해군
- 윌리스-오버랜드 컴퍼니

### 박물관 소장
레이엔데커의 작품 견본은 캘리포니아주 스톡턴에 위치한 해긴 박물관, 로드아일랜드주 뉴포트에 위치한 국립 미국 삽화 박물관, 일리노이주 시카고에 위치한 프리츠커 군사 박물관 및 도서관의 소장품에서 찾을 수 있다.

## 유산
20세기의 첫 절반 대부분에 막대한 인기를 끈 《새터데이 이브닝 포스트》의 최고의 표지 삽화가로서, 레이엔데커의 작품은 그 시대 미국 문화의 많은 시각적 양상 형성을 돕고, 그것에 반영되기도 하였다. 빨간 모피로 된 옷을 입은 유쾌하고 살찐 할아버지로 묘사되는 산타 클로스의 대표 이미지는 새해 아기의 이미지처럼 레이엔데커가 대중화한 것이다. 어머니의 날에 선물로 꽃을 주는 전통은 레이엔데커가 그린 1914년 5월 30일 《새터데이 이브닝 포스트》 표지에서 어린 사환이 히아신스를 나르는 모습에서부터 시작되었다. 이것은 대통령 우드로 윌슨이 그 해에 어머니의 날을 공식 휴무일로 지정한 선언을 기념하기 위해 만들어진 것이었다.
레이엔데커의 장례식에서 시신을 운구했던 노먼 록웰은 레이엔데커의 친구이자 그에게 가장 큰 영향을 받은 사람이었다. 특히, 노먼 록웰의 《새터데이 이브닝 포스트》 초기 작품은 외견상으로 레이엔데커의 작품과 매우 유사함이 드러난다. 오늘날에 이것은 노먼 록웰이 미국의 가장 잘 알려진 시각 이미지를 제정한 것으로 받아들여지는 것이 일반적이나, 이 중 많은 경우는 레이엔데커 작품의 파생이거나, 록웰의 우상에 의해 제정된 시각적 주제의 재해석이다.
레이엔데커 작품의 시각 양식은 컴퓨터 게임 《아몬 라의 단도》, 1인칭 슈팅 게임 《팀 포트리스 2》의 그래픽에 영향을 주었다.
레이엔데커의 작품은 조지 루카스에게도 영감을 주어 앞으로 세워질 루카스 서사 예술 박물관의 소장품으로도 공개될 예정이다.

## 화랑

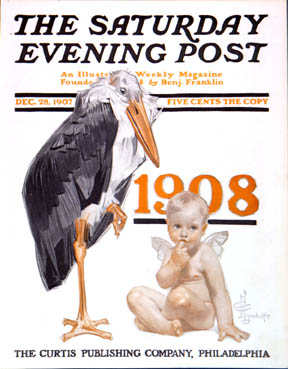
1907년 12월 28일 《새터데이 이브닝 포스트》 표지
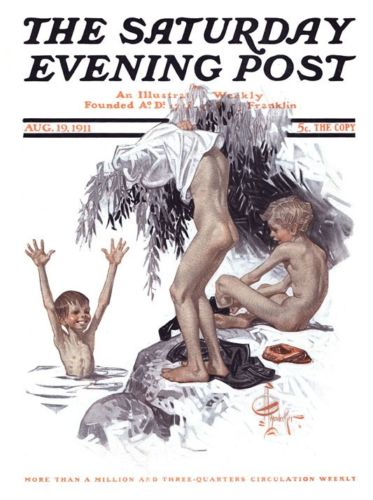
1911년 8월 19일 《새터데이 이브닝 포스트》 표지 표지
1911년 《켈트 족의 신화와 전설》의 메브 여왕 삽화
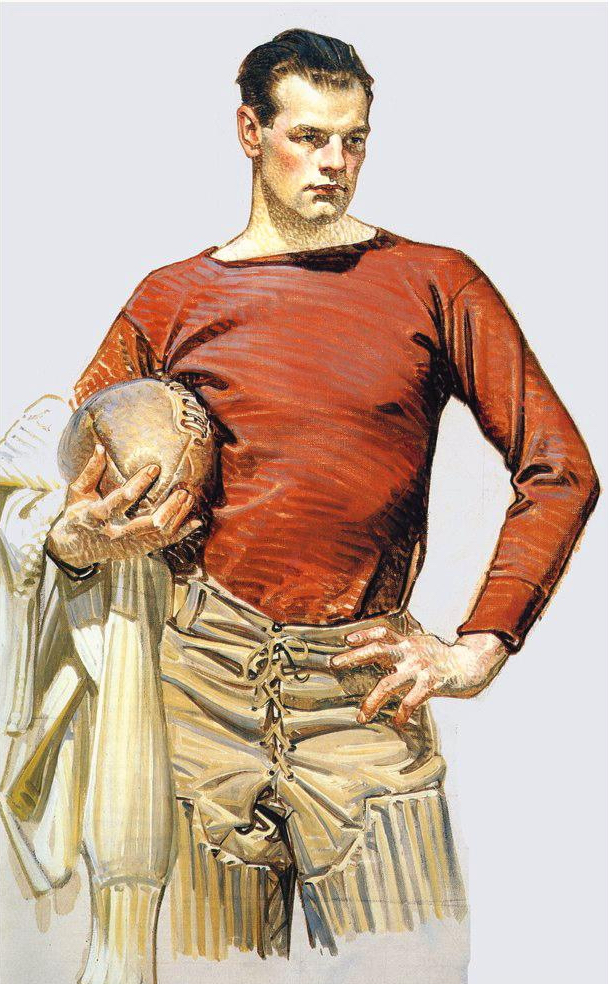
1913년 그림
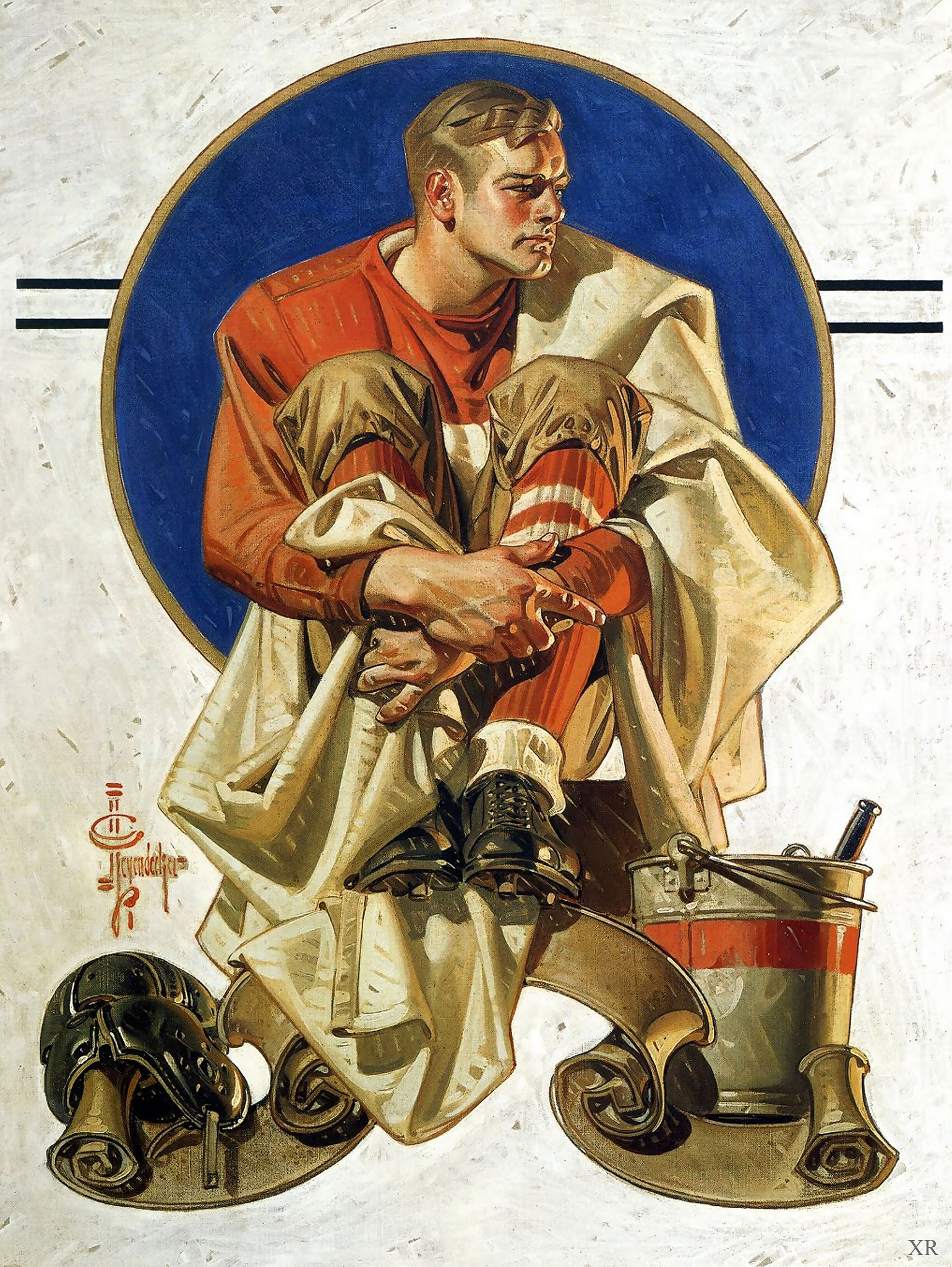
《새터데이 이브닝 포스트》 표지 연구
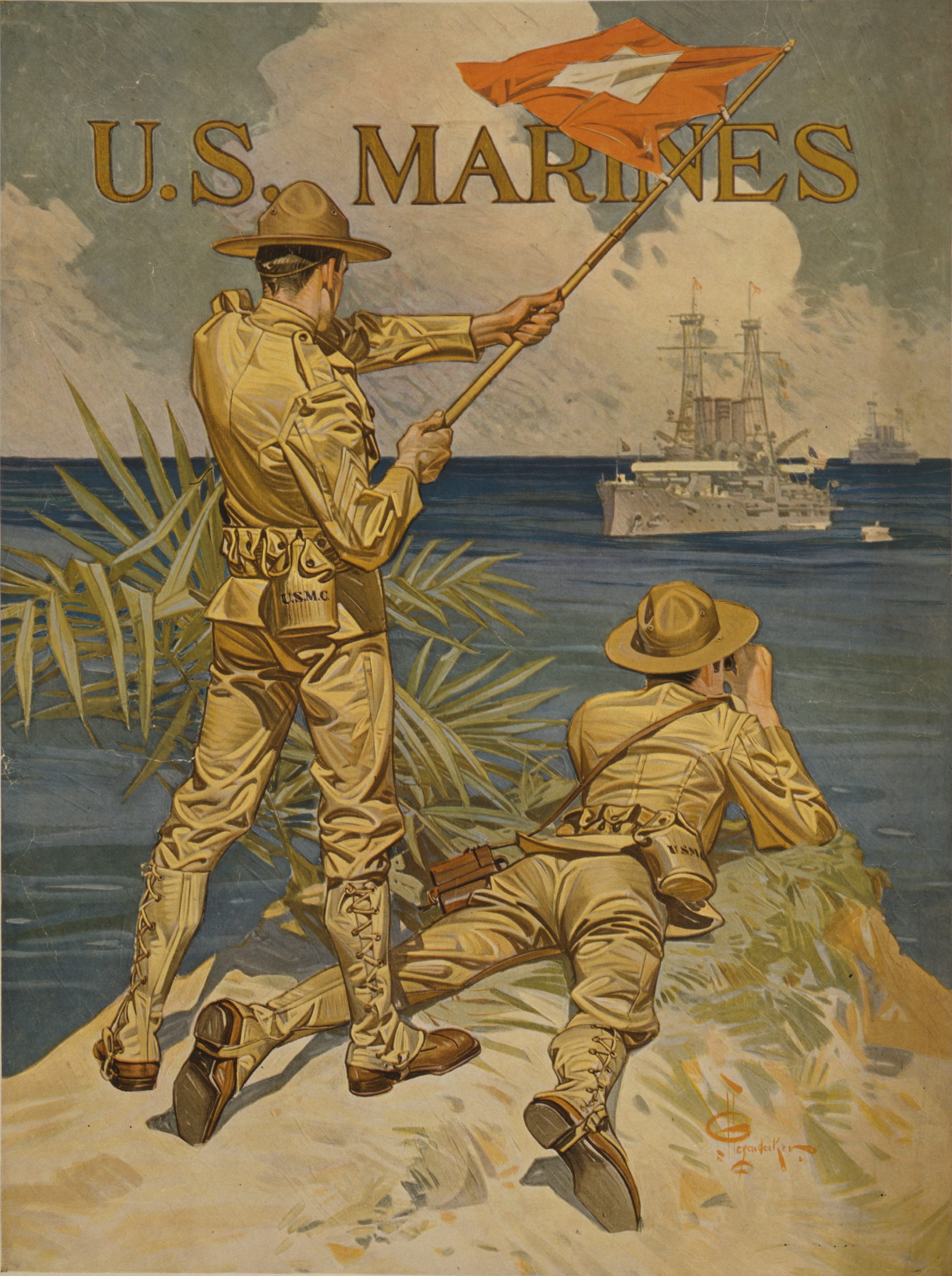
미국 해병대 홍보 포스터
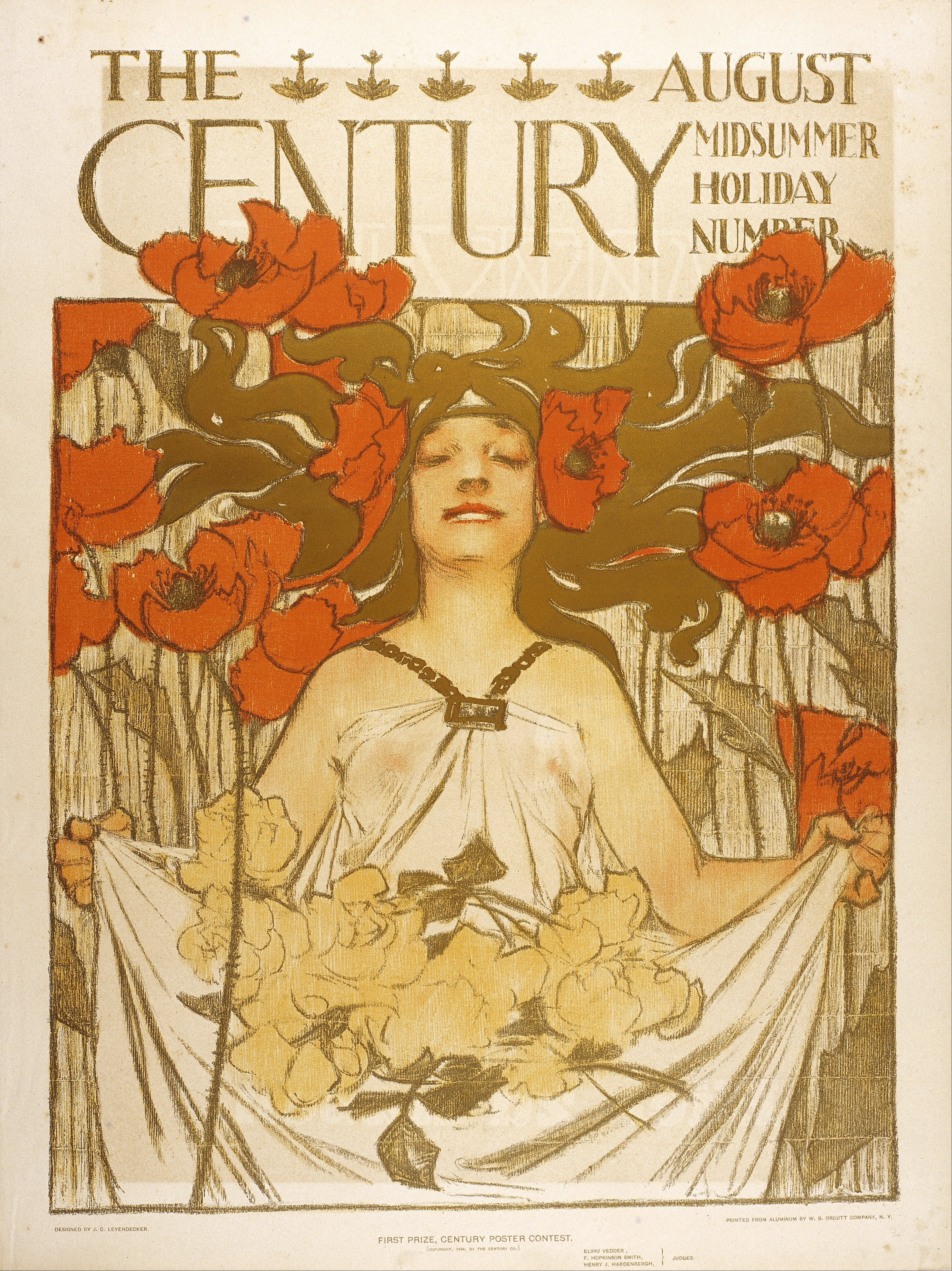
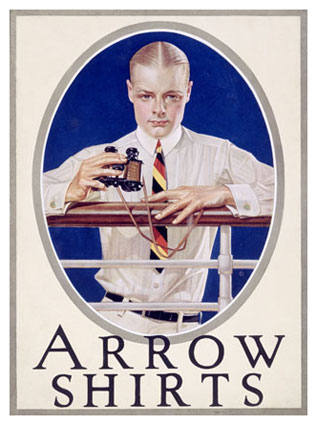
1920년대 애로우 셔츠 광고
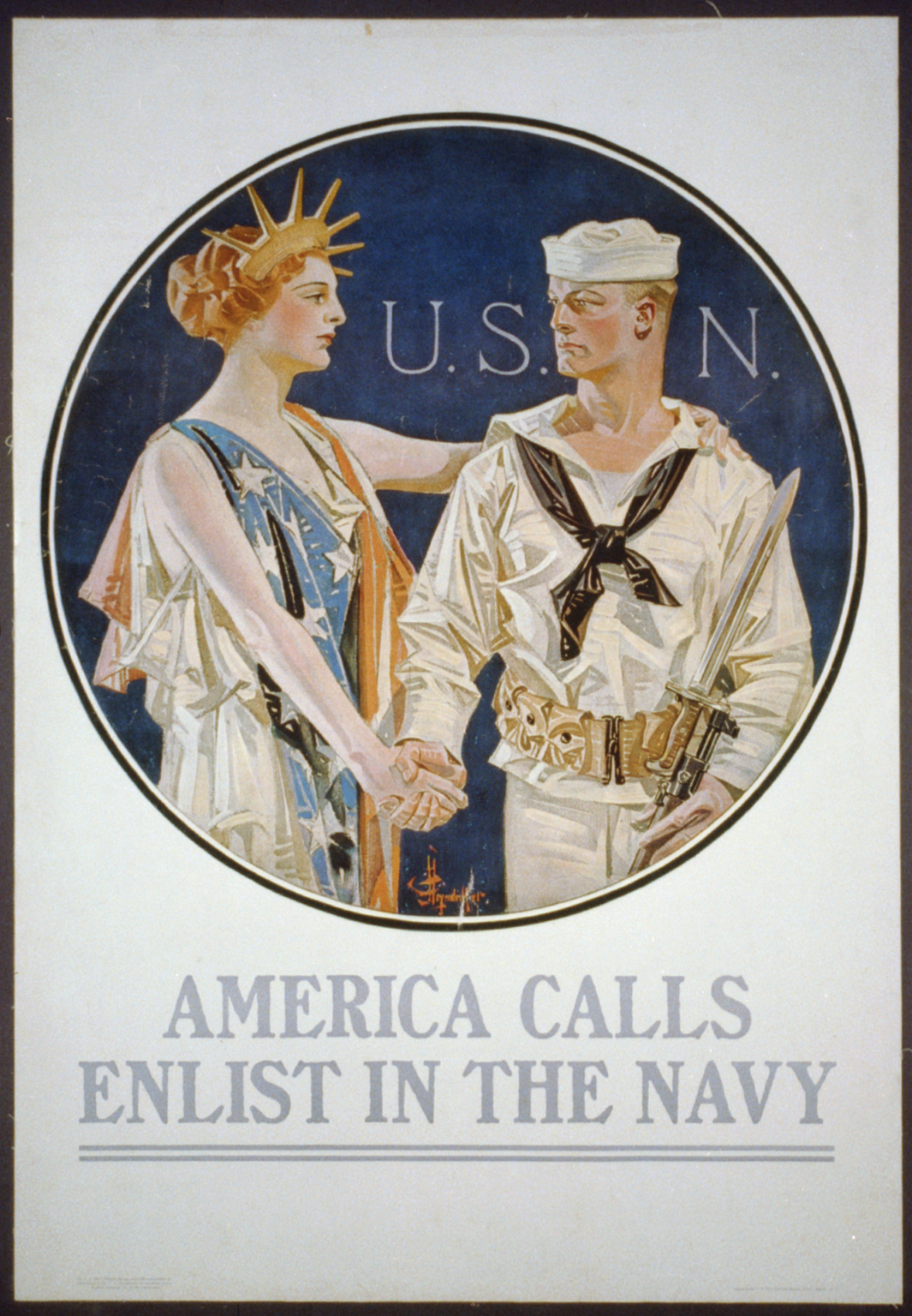
미국 해군 모집 광고

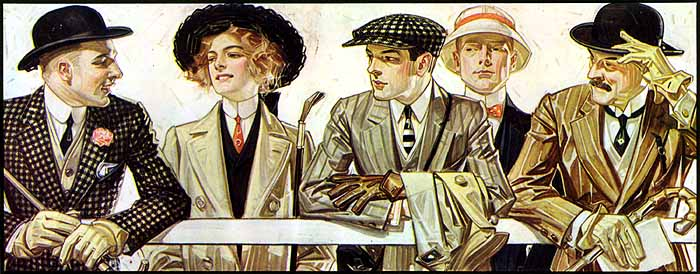
J.C. 레이엔데커의 1907년 애로우 칼라 삽화

## 같이 보기
- 프랭크 자비에르 레이엔데커
- 노먼 록웰

## 더 읽어보기
- Carter, Alice A., Judy Francis Zankel, and Terry Brown. . Americans Abroad: J. C. Leyendecker and the European Academic Influence on American Illustration. New York: Society of Illustrators, 2008. ISBN 1-60530-843-9OCLC 237005126
- Cutler, Judy Goffman, and Laurence S. Cutler. Norman Rockwell and His Mentor, JC Leyendecker. Newport, R.I. : National Museum of American Illustration, 2010. OCLC 769953338
- Cutler, Laurence S., J. C. Leyendecker, and Judy Goffman Cutler. J.C. Leyendecker: American Imagist. New York: Abrams, 2008. ISBN 0-8109-9521-2OCLC 222664794
- Ermoyan, Arpi. Famous American Illustrators. [Crans, Switzerland]: Published for the Society of Illustrators by Rotovision, 1997. ISBN 2-88046-316-5OCLC 38530600
- Leyendecker, J. C. An Exhibition of Original Poster Designs ... Under the Auspices of "The Indland Printer"... January 11 to 31, 1898. 1898. OCLC 62871338
- Leyendecker, J. C. and Michael Schau. J. C. Leyendecker. New York " Watson-Guptill Publications, 1974. ISBN 0-8230-2757-0OCLC 874308
- Leyendecker, J. C., and Norman Rockwell. The J. C. Leyendecker Poster Book. New York: Watson-Guptill Publications, 1975. ISBN 0-8230-2758-9OCLC 1583713
- Leyendecker, J. C. The Saturday Evening Post: An Illustrated Weekly Magazine ... December 29, 1906 ... New Year's. Philadelphia: s.n, 1906. OCLC 565522034
- Meyer, Susan E. America's Great Illustrators. New York : H. N. Abrams, 1978. ISBN 0-8109-0663-5OCLC 3275418
- Moroney, Lindsay Anne. High Art Joins Popular Culture: The Life and Cover Art of J.C. Leyendecker. Thesis (Honors), College of William and Mary, 2004. OCLC 56995122
- Steine, Kent, J. C. Leyendecker, and Fred Taraba. The J. C. Leyendecker Collection: American Illustrators Poster Book. Portland, Ore. : Collectors Press, 1996. ISBN 0-9635202-8-8OCLC 35297768